# Rue de Siam
De rue de Siam is een straat in de Franse stad Brest. De straat loopt in zuidwestelijke richting van de place de la Liberté voor het stadhuis van Brest naar  de haven en de Pont de Recouvrance over de Penfeld.
De straatnaam is een herinnering aan de aankomst op 18 juni 1686 van drie ambassadeurs van de koning van Siam in Brest. Ze waren door koning Narai naar de Franse koning Lodewijk XIV gestuurd om te onderhandelen over een verbond tussen Frankrijk en Siam en de vestiging van een Franse handelspost in Siam. Overladen met geschenken trokken de ambassadeurs van Brest naar Versailles.
Rond 1900 was de straat een uitgaansbuurt voor zeelieden. Tijdens de Tweede Wereldoorlog werd Brest voor 90% vernield door luchtbombardementen. Na de Tweede Wereldoorlog werd de rue de Siam heraangelegd. Het nieuwe, modernistische stadhuis kreeg een groot voorplein dat het begin van de straat vormt. Langsheen de straat duurde de wederopbouw tot in de jaren 1980. De straat werd de centrale winkelstraat van Brest. In 2012, met de komst van de tram, werd de straat heraangelegd met veel ruimte voor voetgangers.

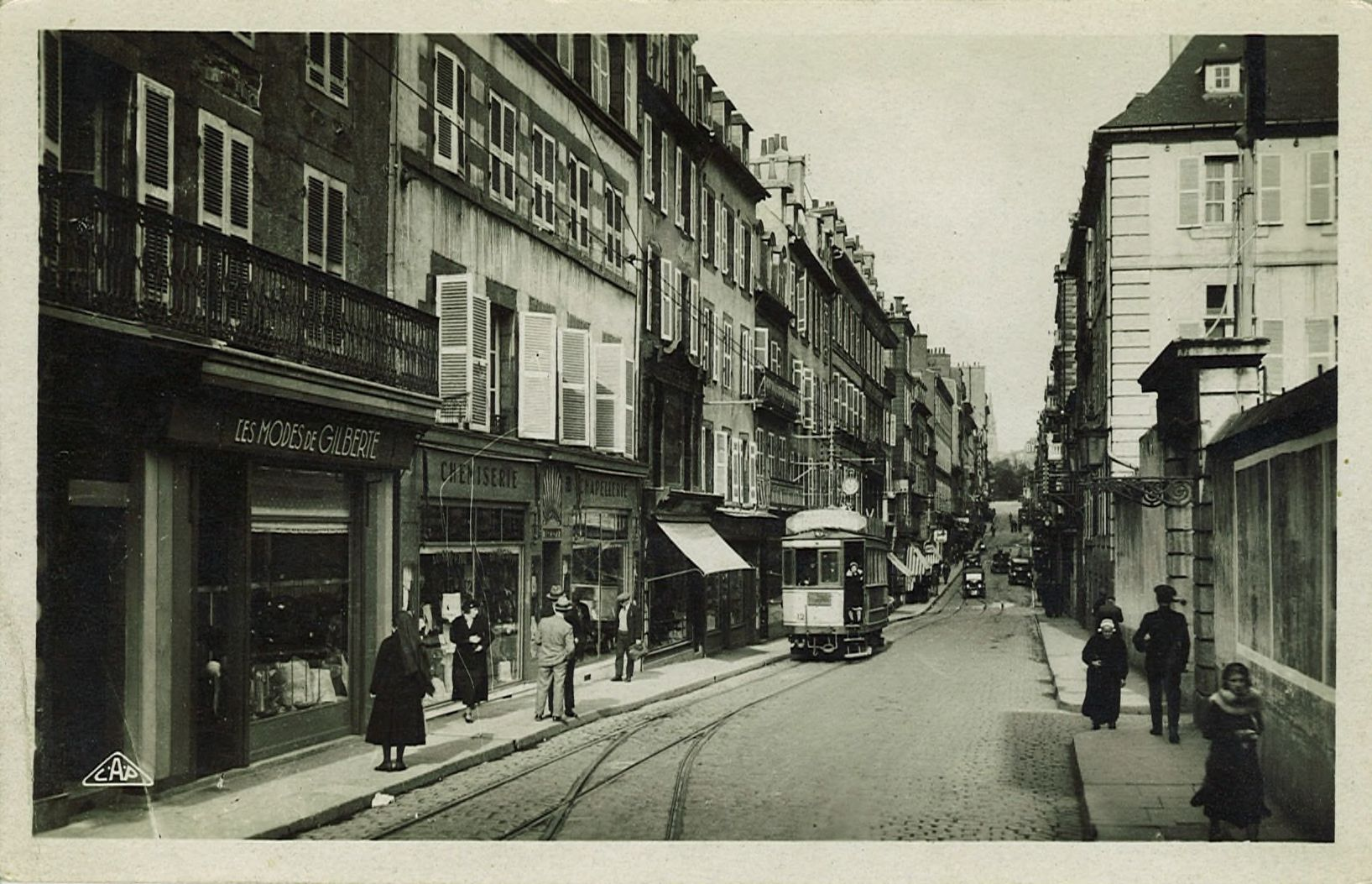
De rue de Siam voor de oorlog
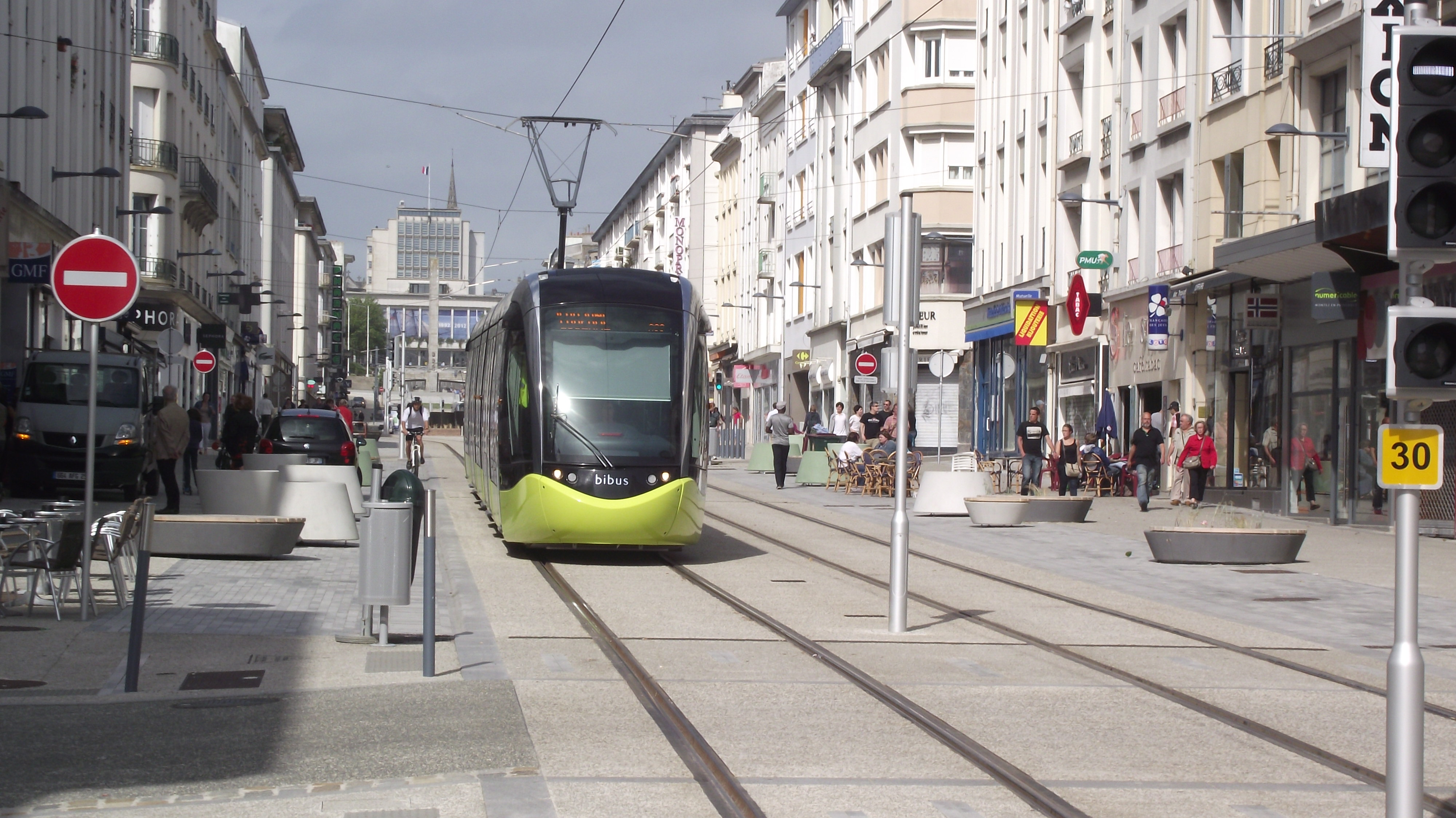
Tram in de rue de Siam
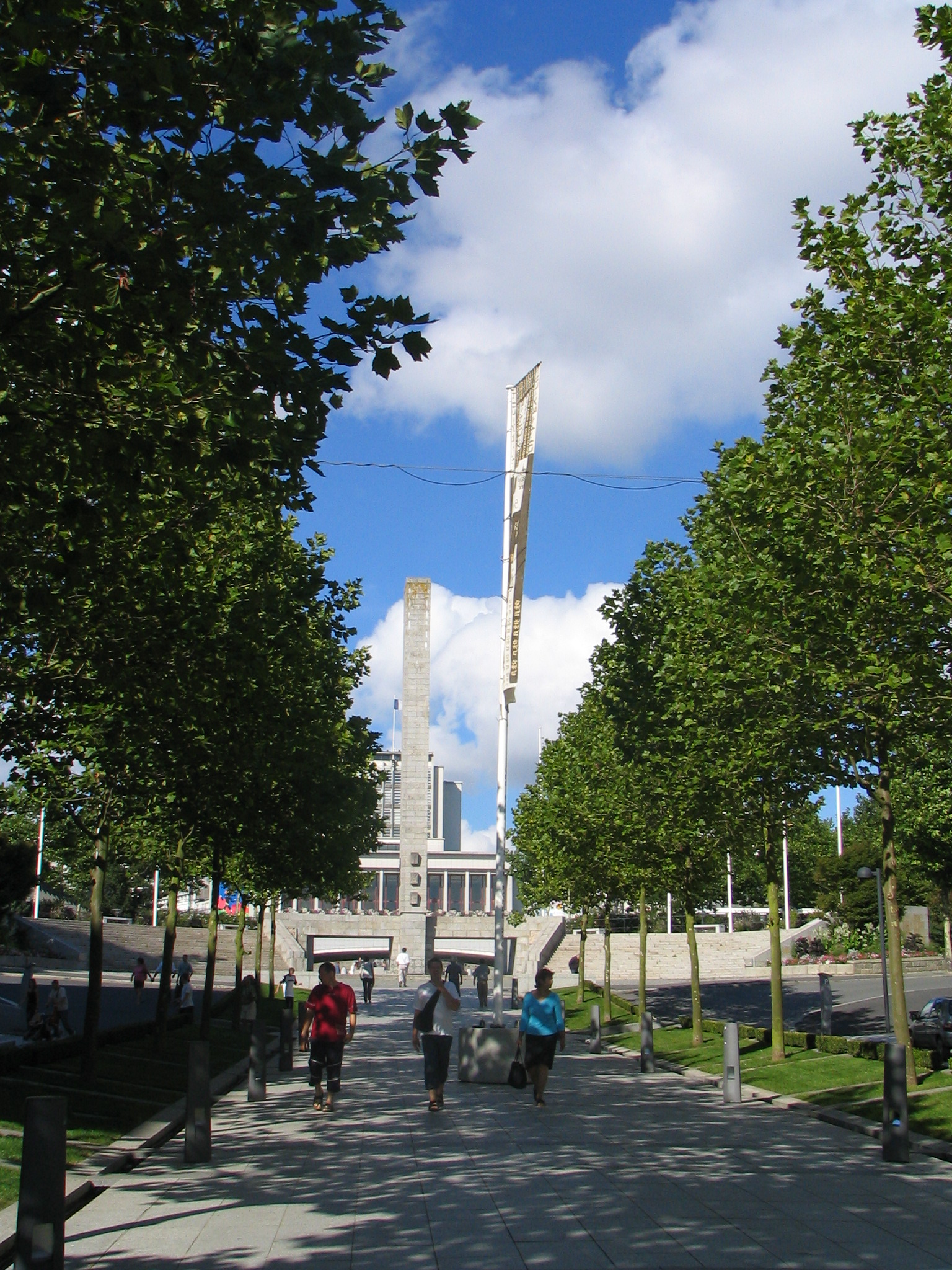
Rue de Siam met op de achtergrond het stadhuis